# Phyllonorycter jezoniella
Phyllonorycter jezoniella là một loài bướm đêm thuộc họ Gracillariidae. Loài này có ở Nhật Bản (Hokkaido và Honsyu) và vùng Viễn Đông Nga.
Ấu trùng ăn Acer mono. Chúng ăn lá nơi chúng làm tổ. The mine is ptychonomous và is situated in the centre of the lower surface of the leaf.